# Marie Rose Guiraud
Pour les articles homonymes, voir Guiraud.
Marie Rose Guiraud est une chorégraphe et danseuse ivoirienne, née le 10 septembre 1944 à Oyably dans la préfecture de Kouibly et morte le 20 avril 2020 à Abidjan à la polyclinique Farah à Marcory aux environs de 20h.

## Biographie

### Jeunesse et formation
Marie Rose Guiraud, née en 1944, commence sa carrière artistique à quatre ans dans son village natal, dans la région de Man. Elle devient chanteuse et danseuse traditionnelle et spirituelle. En 1963, alors qu'elle a 19 ans, elle interrompt ses études secondaires pour se lancer dans la vie active. Elle travaille successivement comme secrétaire à l'Assemblée Nationale de Côte d'Ivoire puis au Camp Galiéni à Abidjan. Son talent artistique est reconnu par les Français sous la révolte.
En 1966, elle part pour la France où elle entreprend une formation d'infirmière, pour laquelle elle obtient un certificat. Elle se rend ensuite en Belgique, au Conservatoire royal de Bruxelles. Elle y obtient les diplômes supérieurs d'art dramatique, de danse rythmique et de diction française. Elle achève son cursus en 1972 par une formation à l'école de comédie musicale de Paris et à l'école de danse américaine moderne et contemporaine,.

### Carrière
À la fin de ses études, elle rentre en Côte d’Ivoire pour devenir la directrice du département des danses, des arts et des traditions africaines de l'Institut national supérieur des arts et de l'action culturelle (INSAAC) où elle exerce aussi le métier de professeur de danse traditionnelle. En 1974, elle crée Les Guirivoires ou Ivoires de Guiraud,,, sa propre compagnie de danse. Dès 1975, elle s'investit à la création du groupe de danse ivoirien appelé ballet national avec Condé Mamadou,. En 1981, elle crée l'École de danse et d'échange culturel (EDEC).
Elle est la fondatrice de plusieurs institutions sociales et caritatives en Afrique et aux États-Unis et a une expérience de l'éducation des enfants issus de milieux difficiles, avec pour objectif de les aider dans leur réinsertion sociale. Invitée en 1977 comme ambassadrice culturelle par le département d'État américain, elle anime des ateliers et spectacles de danses africaines et réalise des conférences dans plus de trente États. Elle est plusieurs fois décorée par différents pays et institutions[Lesquels ?].
Après une longue période passée hors de son pays d'origine, Guiraud revient en Côte d'Ivoire en 2013 pour former l'EDEC, une école de formation de jeunes talents de la danse et de la musique africaine qu'elle gère avec son époux, assistée d'une administration.  
Elle décède le 20 avril 2020 à Abidjan,.

## Ouvrages
- La Survivante, Frat-Mat Editions (ISBN 978-2-8-49-48239-1, lire en ligne)[4]

## Distinctions
- 2014: Commandeur de l'ordre national de Côte d'ivoire[13]